# 扎朵镇
扎朵镇是中国青海省玉树藏族自治州称多县下辖的一个镇。镇辖区面积4000平方千米，人口0.5万，以藏族为主，占总人口的99.9％。

## 行政区划
扎朵镇下辖以下地区：
扎朵社区、巴格牧委会、治多牧委会、直美牧委会、宗青牧委会、才迪牧委会和达龙牧委会。